# Nāḩiyat al Waḩdah
Nāḩiyat al Waḩdah (arabiska: ناحية الوحدة) är ett underdistrikt i Irak.   Det ligger i provinsen Bagdad, i den centrala delen av landet, 30 km öster om huvudstaden Bagdad.